# Université Herzen
L'université Herzen ou Université de pédagogie de l'État russe, située dans la ville de Saint-Pétersbourg, est l'une des principales universités de Russie. Elle est nommée en hommage au philosophe Alexandre Herzen.

## Enseignants et étudiants célèbres
- Nikolaï Andreïev (1892-1942)
- Igor Ivanov (1923-1992)
- Boris Paryguine (1930-2012)
- Moukhammad Dandamaïev (1948-1952)
- Svetlana Peounova (1958-)